# Woodbank
Woodbank is een civil parish in het bestuurlijke gebied Cheshire West and Chester, in het Engelse graafschap Cheshire met 109 inwoners.